# Экономика религии
Экономика религии — научная дисциплина, сформировавшаяся путём применения теории и методов экономической науки к изучению религиозных феноменов. В экономике религии выделяется две большие группы исследований: микроэкономический анализ религиозного поведения и эконометрический анализ эффектов, оказываемых религией на показатели хозяйствования. Отсюда следует, что причинно-следственная связь между религией и экономикой является двусторонней. Ещё один блок исследований на стыке экономики и религии, называемый религиозной экономикой, посвящён нормативной оценке экономических институтов с позиций религиозной этики (и наоборот). Нормативные экономико-религиозные концепции принято отделять от генерального экономического дискурса, поскольку они представляют в первую очередь теологический интерес.
Рассмотрение микроэкономики религиозных явлений охватывает такие вопросы, как производство и потребление духовных благ, человеческий капитал в контексте религии, формирование религиозных групп и институтов, анализ межконфессиональной конкуренции. Одним из первых экономических трудов в этом направлении стала теория Адама Смита о конкуренции между религиозными деноминациями, которая влияет на качество услуг, ими оказываемых. Современные же исследования в этой области ведутся с 1975 года, когда Эззи и Эренберг провели систематический анализ микроэкономики религиозного человека. Эконометрический анализ эффектов религии затрагивает вопросы дифференциации доходов и иных индивидуальных характеристик, дифференциации темпов экономического роста и объёма предоставляемых правительством общественных благ, а также другие статистические взаимосвязи между экономикой и религией — прямые или опосредованные. Последователи разных верований могут различаться с точки зрения здоровья, семейного статуса, склонности к противоправным действиям. Данная область также имеет давнюю историю, первым и одним из крупнейших трудов в этой категории стало исследование Макса Вебера о зарождении капитализма на основе протестантской этики. Попытки эмпирического подтверждения или опровержения гипотезы Вебера составляют крупное направление даже в литературе.
Аппарат микроэкономики и эконометрики задействован отдельными направлениями социологической теории религии, которые возникли как продукт экономического империализма. Явление экономического империализма заключается в распространении экономического метода на предметы смежных общественных наук. С помощью эконометрических методов исследуются связи между религией и толерантностью и экстремизмом, политическими системами, грамотностью, уровнем счастья и статистикой самоубийств.

## Микроэкономика религии
Первая глава пятого тома «Исследования о природе и причинах богатства народов» шотландского экономиста классической школы Адама Смита посвящена экономическому аспекту христианства. Говоря современным экономическим языком, Смит подошёл к изучению религии с точки зрения теории отраслевых рынков. Считая средневековую католическую церковь неблагоприятным для роста институтом, он осуществил систематический анализ факторов, обеспечивших её многовековое нахождение в роли монопольного поставщика духовных благ. Смит создал модель экономических стимулов, институтов и конкуренции, окружавших католическую церковь в Средние века. В соперничестве со светской властью, считал Смит, духовенство опиралось на паству — массы, способные защитить активы церкви от секуляризации. Для сохранения равновесия церковь должна была препятствовать росту экономики, поскольку обогащение масс ослабляло рычаги церковного влияния. Реформация сделала крестьян богаче, что ослабило позиции церкви и позволило секулярной власти экспроприировать её активы, либо вовсе заменить традиционную церковь новыми деноминациями. Смит, ко всему прочему, считал, что создание духовных благ — равно как и создание секулярных — мотивировано личной выгодой производителя. На протяжении практически двухсот лет теория Смита оставалась «единственным, что экономисты говорили о религии как экономисты». Религия как экономическая категория игнорировалась, поскольку воспринималась как иррациональное явление; по словам Н. Тоумза, «экономика в корне безбожна. Религиозные убеждения, практики и поведение не играют никакой роли в жизни homo economicus». Лишь в последней четверти XX века экономисты заинтересовались религией сквозь призму теории рационального выбора.

### Производство и потребление духовных благ
Современная микроэкономика религии начала формироваться в 1975 году, когда Корри Эззи и Рональд Эренберг опубликовали модель домохозяйства, участники которого распределяют время между посещением церкви и светским досугом, максимизируя полезность (в нескольких периодах со стандартным межвременным бюджетным ограничением). Модель позволила определить характер зависимости между периодом жизни и религиозными практиками, а также установить пропорцию, в которой обязанности перед церковью распределены между мужем и женой. Авторы отмечают, что анализ религиозных практик как компонента полезности имеет уникальную особенность. Если в стандартных моделях индивид извлекает полезность исключительно в течение отведённых ему периодов жизни, то модель религиозного участия не может обойтись без учёта надежд, которые верующие возлагают на пребывание в загробном мире. Тем самым обусловлено появление в модели посмертного потребления, которое зависит — по крайней мере частично — от их поведения в течение жизни. Формально полезность определена как
{\displaystyle U=U(C_{1},C_{2},...,C_{n},q)}
где
{\displaystyle U} — полезность индивида;
{\displaystyle C_{t}} — потребление индивида в период t;
{\displaystyle n} — количество периодов жизни индивида;
{\displaystyle q} — ожидаемое посмертное потребление индивида.
При этом секулярное потребление в период t является функцией потребления секулярного композитного товара и времени, затраченного супругами на секулярное потребление. Посмертное потребление, в свою очередь, является функцией времени, затраченного супругами на религиозные практики. Допустив, что предельная полезность духовной пищи с возрастом не убывает, Эззи и Эренберг добились от модели желаемого предсказания: старение вызывало постепенные сдвиги в сторону религиозного потребления. С другой стороны, данный эффект объяснялся предположением, согласно которому вложения в духовное развитие не приносили индивиду процентов (в отличие от обыкновенных инвестиций).
Анализ гендерных различий выявил, что нарастание религиозности у стареющих женщин происходит интенсивнее, чем у мужчин. Различие объясняется предельными издержками духовной активности, низкими для женщин и высокими для мужчин. Содержательно это означает, что отказ от работы в пользу религиозной активности оказывается для женщин менее убыточным. Кроме того, мужчины, чей доход между 20 и 30 годами жизни резко возрастает, демонстрирую U-образную зависимость между возрастом и религиозностью — посещение церкви падает в молодости и возрастает в зрелом возрасте. Эмпирическая верификация модели не дала однозначных результатов. Выводы в дальнейшем подтверждены и самими авторами, и некоторыми другими экономистами. Однако результаты социологических опросов не содержали сведений о возрастании религиозности с возрастом, равно как и свидетельств в поддержку теории и меньших альтернативных доходах у женщин.
Теория рационального выбора была применена для идиографического анализа биографии Матери Терезы. Как и ранее, духовная деятельность монахини изучалась двояко, как потребительская и как производственная. Жизненные выборы Матери Терезы оценены с точки зрения затрат и выгод. Например, эпизодические отказы принимать финансовую помощь для своего ордена на первый взгляд представляются иррациональными поступками, однако таковым не является: приняв дар, настоятельница рисковала независимостью взглядов, в то время как главным источником её полезности было благочестие. Обоснованность допущение о рациональном выборе как факторе религиозной мотивации проверена эмпирически. Анализ данных показал, что внутренняя религиозная мотивация коррелирует с ожидаемым объёме выгод, предоставляемых сверхъестественными агентами в случае благочестивого поведения. Тезис о существовании причинно-следственной связи, впрочем, не выдвигается.

### Религия и человеческий капитал
Предположение о независимости духовного производства и потребления от знаний и связей верующего представлялось экономистам чрезмерно сильным. Модель Эззи и Эренберга была модифицирована путём включения в неё человеческого капитала. Лоуренс Яннаккоуни предложил следующую производственную функцию, с помощью которой домохозяйства преобразуют приобретённые духовные блага (например, пожертвования) в продукты конечного внутреннего потребления, снабдив её законом движения человеческого капитала Стиглера — Беккера
{\displaystyle R_{t}=R(T_{R_{t}},X_{R_{t}},S_{R_{t}})}
где
{\displaystyle R_{t}} — религиозная активность, то есть сумма произведённых духовных благ в период t;
{\displaystyle T_{R_{t}}} — доля времени, затраченная домохозяйством на производство духовных благ;
{\displaystyle X_{R_{t}}} — доля религиозных благ, приобретённых домохозяйством:
{\displaystyle S_{R_{t}}} — человеческий капитал, которым располагает домохозяйство.
Получив в итоге модель религиозного привыкания, автор предложил альтернативное объяснение возрастным тенденциям религиозности. Модель прогнозировала ряд исходов, каждое из которых получило убедительное эмпирическое подтверждение. Взрослея, дети склонны исповедовать веру родителей, и даже если обращение происходит, новое вероисповедание, вероятно, будет походить на религию отцов. Основная причина обращения заключается в поиске соответствия между собственной религиозной квалификацией и контекстом, в котором религия будет практиковаться. Обращение приходится на ранние периоды жизни, так как издержки перехода со временем возрастают; обращение должно сохранять величину располагаемого человеческого капитала. При заключении межконфессиональных браков индивиды стремятся подобрать партнёра, чьё вероисповедание походит на их собственное.

### Религиозные группы и институты

#### Религиозное сообщество как клуб
Существует два основных подхода к описанию религиозных объединений: деноминация как клуб и деноминация как фирма. В первом случае религиозные организации предстают очередным расширением базовой модели с домохозяйствами, производящими и потребляющими духовные блага. Функция производства духовных благ приобретает ещё один аргумент — развитость религиозного сообщества, определяемая объёмом ресурсов, которые были пожертвованы другими участниками сообщества. Трактуя деноминации как клубы, экономисты приходят к стандартной проблеме безбилетника. Появление в группе производительного участника повышает полезность каждого из участников, в то время как наличие неактивных элементов даёт им возможность безвозмездно использовать плоды коллективных трудов. И данные, и теория говорят о том, что проблема безбилетника смягчается введением строгих требований к питанию, внешнему виду, развлечениям, публичному и сексуальному поведению последователей. Рациональные индивиды выбирают вероисповедание в соответствии со своими предпочтениями. Те, кто ценят принадлежность к чрезвычайно религиозной группе (отсеивающей безбилетников) выше личного комфорта, склонны стать последователями ортодоксальных направлений, либо присоединиться к секте. Ценители светского комфорта, напротив, захотят присоединиться к менее требовательной группе. Подобное решение может быть свойственно людям с высоким потреблением нерелигиозных благ.
Наблюдается отрицательная статистическая связь между числом последователей течения и средним годовым размером пожертвований. Джеймс Монтгомери формализует различие между строгими и нестрогими деноминациями в рамках динамической модели с перекрывающимися поколениями. Один из её прогнозов состоит в том, что новые религиозные течения строятся на строгих принципах, но с течением времени их правила становятся менее жёсткими. Поскольку к ортодоксальному вероисповеданию или участию в сектах склонны индивиды с низкими доходами, их потомки будут тяготеть к среднему уровню доходов. Это приводит либо к их переходу в более либеральную религиозную группу, либо к требованиям либерализации собственной группы. Старые деноминации образуют ниши, на месте которых возникают новые.
Мотивом к участию в деятельности религиозных организаций может быть стремление застраховаться от резких изменений в доходах — шоки способно повлиять на объективные и субъективные компоненты полезности, то есть на уровень потребления и уровень счастья. Пребывание в религиозной организации действительно обеспечивает индивиду частичную страховую защиту, причём интеграция верующего в религиозное сообщество снижает его потребность в социальном страховании. Верно и обратное: развёрнутые программы социального страхования вытесняют потоки благотворительной помощи по линии церкви, ослабляя её страховые институты. Следовательно, даже отделение церкви от государства не лишает его непрямых рычагов воздействия на состояние религии. Мотивы, побуждающие верующих к экстремизму, также связаны со страховыми рисками. В ряде статей активность радикальных групп расценивается как производство клубного блага, то есть локально распространяемого общественного блага, производимого официальным правительством в недостаточном объёме. Метод, в частности, применялся к деятельности сект, ультраортодоксальных еврейских общин, еврейского подполья 1940-х годов, движений ХАМАС и Талибан. Радикальные группы, в том числе исламские, требуют от членов сигналов преданности, чтобы не допустить безбилетников к программам взаимопомощи. Опыт извлечения сигналов наделяет изначально мирные группы серьёзным боевым потенциалом. Акты разрушения и саморазрушения, совершаемые участниками сообщества, лишают других всякой возможности покинуть группу. Радикализация религиозных сообществ с течением времени — терроризм приобрёл беспрецедентные масштабы только в XX веке — объясняется тем, что прежде доходы в светских секторах экономики были не столь велики, риск потери участников был значительно ниже, поэтому сильная сигнализация не требовалась. Таким образом, привлекательность радикальных группировок связана с низкой эффективностью правительств, а их сплочённость объясняется моделью «принципал — агент». Кроме того, причиной радикализации служит политика правительства, направленная против той или иной конфессии, либо война с государством иноверцев. Воспринимая происходящее как религиозную войну, верующие обращаются к более строгим и радикальным сообществам.

#### Религиозное сообщество как фирма
Если клубные модели религии уделяют внимание преимущественно коллективным процессам, то модели религиозной организации как фирмы анализируют роли духовенства и паствы отдельно. Отмечается важность индивидуального организаторского таланта при создании нового религиозного сообщества. Часть исследований трактует религиозную организацию как неоклассическую фирму, которая максимизирует прибыль. Долин, Слесник и Бёрд сопоставили структуру духовного института с устройством франчайзинговой организации, выявив некоторые закономерности роста церковных сообществ. Изучив обширную базу исторических материалов, Финк и Старк заключают, что резкий рост методистской и баптистской церквей, наблюдавшийся в XIX веке в США, связан с качеством маркетинга и стимулов, создаваемых духовными лидерами.
Одна из наиболее объёмных теорий деноминации как фирмы отталкивается от экономико-религиозных концепций Адама Смита. Коллектив авторов во главе Робертом Экеландом объясняет политику средневековой церкви — ограничение процентной ставки, принятие свадебных законов, крестовые походы, создание монастырей, выдача индульгенций — и даже концепции рая и ада его монополистическим положением, рентоориентированным поведением и наличием транзакционных издержек. Церковь предстаёт разветвлённой организацией с единым центром, осуществляющим финансовое и стратегическое управление, подразделения при этом достаточно автономны. Контроль процентной ставки позволял церкви извлекать прибыль, занимая деньги у банков под низкую ставку и одалживая их через папских банкиров значительно дороже. Свою позицию авторы подкрепляют источниками, охватывающими несколько столетий. Существуют, впрочем, и иные теории церковного присутствия на рынке заёмных средств. Ряд экономистов объясняет посредничество духовенства не поиском ренты, но стремление сгладить шоки в селькохохяйственном секторе, регулируя предложение ликвидности.

#### Распространение религии
Группа исследований посвящена эмпирическому тестированию гипотез о распространении религиозных течений в результате протекания экономических процессов. Установлено, что зарождение и распространение ислама во многом объясняется географическим размещением торговых путей и географической разнородностью местности. Протяжённые торговые пути позволяли торговым представителям первых исламских сообществ контактировать с местными купцами. Обращение в ислам гарантировало им доступ к имеющейся торговой сети, стабильным потокам товаров и обеспечивало экономию на транзакционных издержках. Именно торговля обеспечила распространение мусульманской веры во Внутренней Азии, Юго-Восточной Азии и Африке к югу от Сахары. Географически разнородная местность благоприятствовала распространению религии потому, что организация бесперебойного питания на этих территориях требовала интенсивной внутренней торговли. Характерная для ислама культура обмена делала обращение привлекательным. С другой стороны, для разнородных местностей характерны социальное неравенство и захват собственности. Торговля с отдалённым контрагентами приносила большую выгоду жителям плодородных мест, лишь подстёгивая неравенство и агрессивное экономическое поведение. Ислам занял место централизующей силы, обеспечивающей перераспределение богатства между обитателями дифференцированных с точки зрения сельскохозяйственной эффективности территорий.

### Межконфессиональная конкуренция
Рассматривая деноминации в качестве фирм, экономисты перешли к анализу рынка, на котором эти фирмы конкурируют. Яннаккоуни обнаружил сильную отрицательную связь между посещаемостью церквей и индексом Херфиндаля, рассчитанным для рынка деноминаций. Отрицательная зависимость наблюдается не только в современных условиях, но и, например, в американских городах XIX века. Более того, размер пожертвований отрицательно зависит от доли рынка, которой владеет деноминация в данной местности. Иначе говоря, большие пожертвования делают резиденты тех регионов, где их конфессия представлена незначительно. Корреляция наблюдается не только в государствах с большой долей верующих, но и менее религиозных регионах, в том числе в Швеции. Находясь в религиозном меньшинстве, верующие реагируют не только финансами. Замечено, что в штатах с относительно низкой долей католиков наблюдается большее число учеников католических школ, чаще происходят рукоположения. Последняя зависимость проявляется не только в отдельных частях США, но и среди государств в целом. Тем не менее, редкое распространение религии в регионе отрицательно сказывается на посещаемости её храмов. Об этом говорится сразу в нескольких статьях, ещё в одной говорится об отсутствии значимой статистической связи. Корреляции, впрочем, не гарантируют наличие причинно-следственной связи, её поиск представляет собой отдельное направление исследований. Определённая причинно-следственная связь установлена между ликвидацией религиозной монополии в США и посещением церквей. Анализ данных говорит о влиянии демонополизации на численность и доходы священнослужителей в Новой Англии. Таким образом, Первая поправка к Конституции США, гарантировавшая в том числе свободу совести, стала для некоторых конфессий благом, для других — ударом.
Применение экономической методологии к анализу религиозной конкуренции являет собой яркий пример экономического империализма. Социолог Стивен Уорнер в конце XX века провозгласил теорию отраслевых рынков новой парадигмой социологических исследований в области религии.

## Экономические эффекты религии
Попытки качественного описания экономических эффектов религии восходят к немецкому социологу Максу Веберу. Опубликованная в 1905 году работа «Протестантская этика и дух капитализма» строилась вокруг тезиса о привнесении протестантской Реформацией нового экономического менталитета, которому присущи усердие, бережливость и хозяйственность. Становление этих ценностей, по мнению сторонников тезиса, ослабило мотив неприятие риска и укрепило мотив накопления богатства, что обеспечило переход к капиталистическому укладу. Эмпирическая проверка гипотезы дала отрицательный результат, однако в некоторых частных случаях предположение Вебера выполняется. Показано, что практически все институты капитализма, о которых говорит Вебер, возникли ещё до Реформации. Предполагается, что эти институты зародились в католическом ордене цистерцианцев. Более того, ранние протестантские теологи практически не говорили об экономике и чёткой позиции по институту кредитования не сформировали. Представленный Вебером обзор экономической истории Европы также подвергался критике. Отмечается, что «богатствами Амстердама владели католические семьи, экономически развитая Рейнская область скорее католическая, чем протестантская, полностью католическая Бельгия стала второй среди прошедших индустриализацию стран, опередив добрых полдюжины протестантских государств». Вместе с тем, отдельные исследователи говорят о выполнении гипотезы на специфических наборах данных, например, на географических данных по распределению католицизма и протестантизма в Швейцарии. Протестанты действительно проявляют большую склонность к предпринимательству, находясь в религиозном меньшинстве. Сопоставление католического и протестантского большинства дифференциации не выявило.

### Эффекты на индивидуальном уровне
Конфессиональная принадлежность и степень вовлечения в духовные практики оказывает влияние на множество индивидуальных характеристик. Эти характеристики могут иметь непосредственное экономическое содержание, как указывает Барри Чисвик. Его эмпирический анализ показал, что американские граждане иудейского вероисповедания довольствуются существенно большими заработной платой и доходом, чем прочие американцы. Во многом эта разница объясняется высоким уровнем образования, свойственным последователям традиционной еврейской религии. Воздействие духовного опыта на экономические характеристики индивида может быть и непрямым. Выясняется, что посещение церкви молодыми афроамериканцами положительно сказывается на продуктивности использованного ими времени. Они чаще ходят в школу и на работу, преступная активность снижается, равно как и склонность к злоупотреблению спиртным и психоактивными веществами. Подтверждена зависимость между участием индивида в религиозной жизни и его расположенностью к совершению преступлений, суициду, разводу, злоупотреблению алкогольными напитками и наркотиками, внебрачному сексу. Все эти явления имеют конкретное экономическое содержание, раскрываемое в таких дисциплинах, как экономика семьи или экономическая демография. Вопросы религии также проецируются на экономику здравоохранения.

### Религия и экономический рост
Известно, что экономическому росту в Европе способствовало распространение протестантизма, причём одни из главных компонентов прироста, по всей видимости, стало повышение уровня грамотности. Также известно, что фактором роста стало появление ручных типографий. В одном из исследований проверена гипотеза о протекании этих процессов в Германии — наличие связи между ними означало бы, что их общий вклад в экономический рост переоценён. Анализу подвергается период между 1500 и 1600 годами, в связи с чем исследователь сталкивается с недостатком эмпирических данных. Отсутствие необходимых переменных неизбежно влечёт смещение статистических оценок, поэтому недостающие показатели инструментируются. Инструментом выступает расстояние от данного города до Майнца, мировой колыбели типографии. Выяснилось, что наличие типографии действительно ускоряло распространение нового верования: города, располагавшие в 1500 году хотя бы одним станком, к 1600 году становились протестантскими с вероятностью на 29 % больше, чем города без типографий.

## Комментарии
1. ↑  англ. “Almost everything that economists, qua economists have said on subject”
2. ↑  англ. “economics is fundamentally atheistic. Religious beliefs, practices, and behavior play no role in the life of homo economicus.
3. ↑  Производство и потребление в этом контексте понимаются как взаимообусловленные процессы. Производство осуществляется в рамках производственной функции домохозяйства, затем потребляется участниками того же домохозяйства.
4. ↑  англ. “Amsterdam’s wealth was centered on Catholic families; the economically advanced German Rhineland is more Catholic than Protestant; all-Catholic Belgium was the second countru to industrialize, ahead of a good half-dozen Protestant entities.”